# Nieuwkerken-Waas (stacja kolejowa)
Nieuwkerken-Waas (niderl. Station Nieuwkerken-Waas) – stacja kolejowa w Nieuwkerken-Waas (dzielnica Sint-Niklaas), w prowincji Flandria Wschodnia, w Belgii. Znajduje się na linii 59 Antwerpia - Gandawa. 

## Linie kolejowe
- 59 Antwerpia - Gandawa

## Połączenia
Weekendowe
| Typ pociągu | Trasa                            | Częstotliwość |
| ----------- | -------------------------------- | ------------- |
| L           | Antwerpen-Centraal - Lokeren     | Week: 1x/u    |
| L           | Roosendaal - Antwerpia - Lokeren | 1x/h          |